# Paleotermòmetre
Un paleotermòmetre és la metodologia per determinar les temperatures dels temps passats fent servir Proxydades climàtiques que es troben en registres naturals com són els sediments, un nucli de gel, anells d'arbres o TEX86.

## Paleotermòmetres comuns
δ18O. La relació entre 18O i 16O, normalment en mostres de nuclis de gel. Valors alts d'aquesta relació signifiquen temperatures baixes.

### Mg/Ca i Sr/Ca
El magnesi es pot incorporar en les closques dels foraminífers planctònics o bentònics, les altes temperatures fan que sigui més fàcil que el magnesi s'incorpori. Per tant, una alta relació Mg/Ca implica una temperatura alta però els factors ecològics poden confondre el senyal.
L'estronci (Sr) s'incorpora a l'aragonita del corall, i la relació Sr/Ca en l'esquelet dels corals està inversament relacionada amb la temperatura de l'aigua de mar durant la seva biominralització.

### Alquenones
La distribució d'alquenona i altres molècules orgàniques en els sediments reflecteixen la temperatura.

### Fisiognomia de les fulles
La mida i forma de les fulles i la prevalença de característiques com la punta en les fulles, difereix entre els boscos tropicals plujosos (amb fulles llises i acabades en punta) i els caducifolis de clima temperat (de fulles més petites i sovint serrades). Aquesta variació entre les llocs entre el gradient medioambiental reflecteix compromisos adaptatius en les espècies i maximitzar l'intercanvi de gasos, la transpiració i la fotosíntesi. S'han fet anàlisis quantitatives de les fulles per al Cretaci tardà i el Cenozoic fent servir principalment dos enfocaments:

#### Anàlisi del marge de les fulles
La proporció de les espècies amb les fulles llises (no serrades) i les fulles amb el marge dentat (serrades) varia de forma proporcional amb la temperatura mitjana anual.

#### CLAMP (Climate leaf analysis multivariate program)
El CLAMP és un enfocament multivariant basat en gran manera en dades de la vegetació de l'hemisferi occidental Amb el CLAMP es poden utilitzar paràmetres addicionals de la temperatura com la temperatura mitjana mensual del mes més fred i la del mes més càlid les quals proporcionen estimacions per les condicions mitjanes de l'hivern i l'estiu respectivament.

### Pol·len
Certes plantes prefereixen certes temperatures; si es troba el seu pol·len es pot treballar amb una temperatura aproximada.

### Enllaços13C-18O en carbonats
Hi ha una lleugera tendència termodinàmica pels isòtops pesants perquè formin enllaços entre ells respecte a una distribució purament estocàstica. Aquest excés és més alt a temperatura baixa (segons l'equació de Van't Hoff), i a alta temperatura la distribució és més aleatòria. Els minerals carbonats com la calcita contenen grups CO₃2– que es poden convertir a gas CO₂ gas per la reacció amb àcid fosfòric concentrat. El gas CO₂ s'analitza per determinar l'abundància d'isòtops. El 13C-18O és un paleotermòmetre aplicable a mostres com les de carbonats d'aigües dolces i roques molt antigues amb menys ambigüitat que altres mètodes isotòpics.